# Xicheng
För andra betydelser, se Xicheng (olika betydelser).
Xicheng är ett stadsdistrikt i Pekings storstadsområde i Kina.  Distriktet utgör den västra delen av Pekings gamla stadskärna och här är bland annat Zhongnanhai, Miaoyingtemplet, Tianningtemplet, Fayuantemplet och Baiyuntemplet belägna.
Xicheng  är indelat i 15 stadsdelsdistrikt:
- Baizhifang (白纸坊街道)
- Chunshu (椿树街道)
- Dashilan (大栅栏街道)
- Desheng (德胜街道)
- Guang'anmennei (广安门内街道)
- Guang'anmenwai (广安门外街道)
- Jinrongjie (金融街街道)
- Niujie (牛街街道)
- Shichahai (什刹海街道)
- Taoranting (陶然亭街道)
- Tianqiao (天桥街道)
- Xichang'anjie (西长安街街道)
- Xinjiekou (新街口街道)
- Yuetan (月坛街道)
- Zhanlanlu (展览路街道)